# Miquel del Roig
Pour les articles homonymes, voir Roig.
Miquel del Roig, de son vrai nom Miquel Vendrell i Llambrich, né le 3 juin 1951 à L'Ametlla de Mar, en Catalogne, est un chanteur et guitariste espagnol.

## Biographie

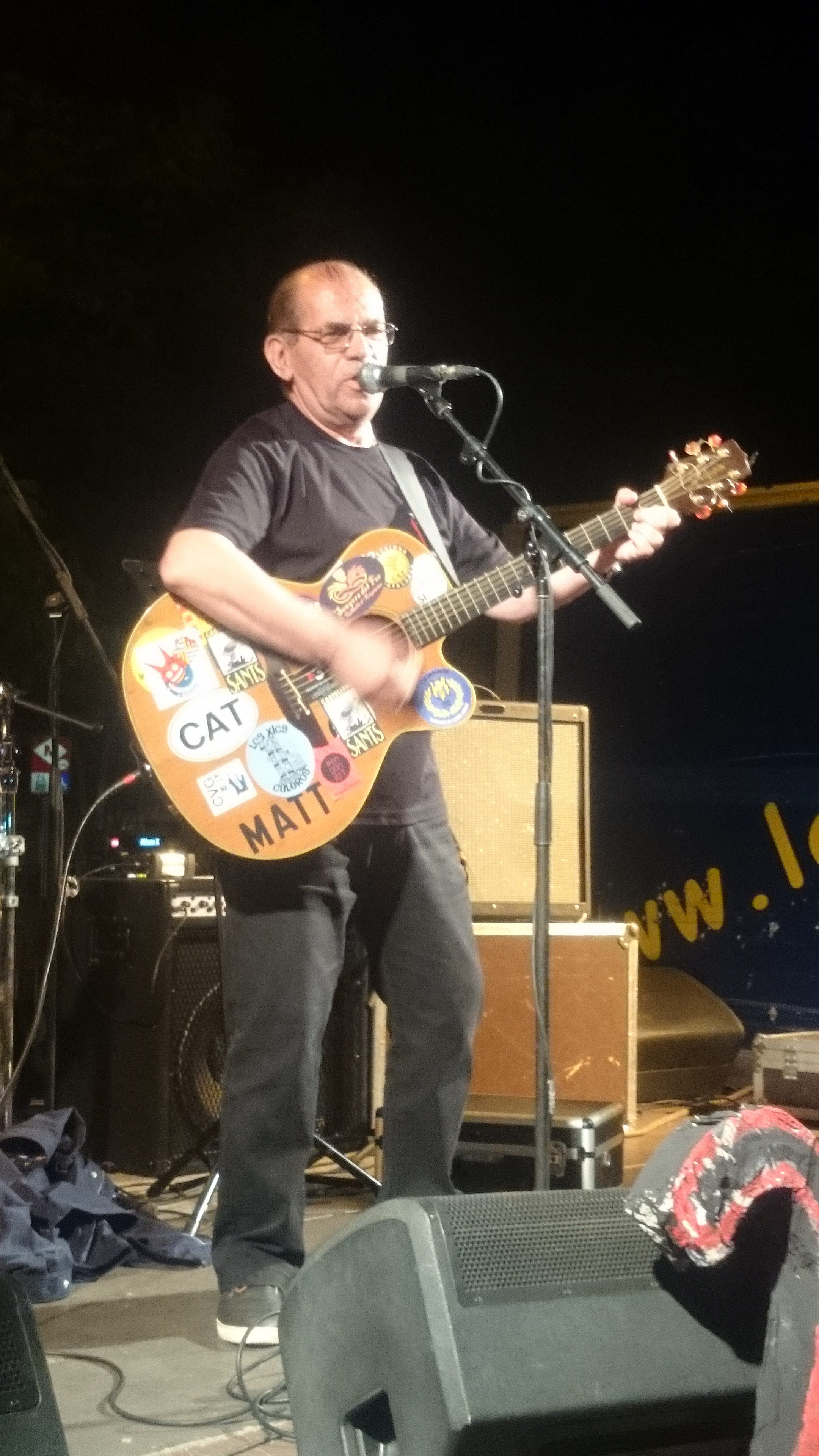
Miquel del Roig à Gràcia (Barcelone 2015).

Il apprend la guitare à 17 ans : il fait alors partie du Grup Nou (un groupe influencé par les Beatles) et, à 19 ans, de Los Cráneos. Après son service militaire, où il chante lors de messes, il se rend à Sant Antoni de Portmany, où il joue avec le groupe Babalú. De retour en Catalogne, il continue de chanter pendant l'été dans des groupes comme l'Orquestra Líders et, après douze saisons, commence à se produire en solo.
En 2002, le propriétaire du bar La Planassa à Palamós l'engage pour chanter la nuit de la Saint-Jean : Miquel del Roig — son surnom paternel — accepte en échange d'un dîner de crevettes roses. Depuis, il chante au Festival Acústica de Figueres, dans des salles comme La Mirona, La Paloma, Lo Submarino ou la Stroika, dans les universités de Lérida, de Gérone et de Barcelone, et dans des festivals tels que le Festival de la Musique de Figueras, le Festival de la Musique de Figueras et le Festival de la Musique de Figueras. au Festival Tura, à la Festa Major de Gràcia et à celles de Sants, Poble-sec, Horta-Guinardó et Cassoles ; à la Fira de Girona ou Vilanova i la Geltrú, au Camp Nou, et à toutes les éditions du Festival Tingladu, et au Canet Rock renouvelé au Pla d'en Sala de Canet de Mar.
Vingt ans après le premier album, le jour de la Sant Jordi en 2012, il sort Les millors cançons de Miquel del Roig, officiellement présentés le 10 mai au CAT de Gràcia avec la participation de Quico el Célio, el Noi i el Mut de Ferreries et Francesc Ribera (alias Titot).

## Discographie
- 1993 : La farola, la farola
- 2000 : La cantina de Juanita (Propaganda Records)
- 2010 : M'agrada la Cala
- 2011 : La Farola, la Farola (single)
- 2012 : Anem a Palamós (Propaganda Pel Fet!, single)
- 2012 : Les millors cançons de Miquel del Roig